# The Cataracs
The Cataracs fue un proyecto de hip hop indie-pop y electro-house (antes dúo) formada en Berkeley, California por el compositor, cantante y productor Niles "Cyranizzy" Hollowell-Dhar, más conocido como KSHMR (nacido el 6 de octubre de 1988), y el compositor y vocalista David "Campa" Benjamin Singer-Vine (nacido en 1987). El dúo comenzó como un grupo independiente, durante sus años en Berkeley High School. Los dos fueron firmados primero con el sello Indie-Pop. Vine dejó el grupo en agosto de 2012 y Hollowell-Dhar continuó usando el nombre de The Cataracs a pesar de la salida de David. Hollowell-Dhar también produjo a principios del 2014, bajo el nombre de KSHMR.

## Biografía

### Días tempranos
El dúo se reunió en su segundo año mientras asistía a Berkeley High School. Cantante-Vine fue presentado en un CD de rap que se fue pasando por el campus. Cuando Dhar finalmente escuchó el CD, que posteriormente creó una respuesta. Sin embargo, la respuesta "diss" trajo los dos juntos y pronto se hicieron amigos. En 2003, los dos se unieron para crear lo que hoy es la Cataracs (nombrados después de la frase "que fuman 'hasta que sus ojos se cataratas" de la canción de Snoop Dogg "¿Cuál es mi nombre Pt. 2"). [1] En el verano de 2006, lanzaron su primer álbum, Technohop Vol. 1. En agosto de 2006, el grupo se unió con el paquete para hacer el sencillo "Blueberry Afghani". La canción pronto se convirtió en un éxito y fue elegido como "Descarga de la semana" por 106 KMEL y muchos sitios de música como The Fader, Conexión Hip Hop del Reino Unido y XLR8R lo elogiaron.
Cantante-Vine asistió a Columbia College Chicago, en Chicago, Illinois. Niles Dhar es también miembro del Pi Kappa Phi Fraternidad en la Universidad Estatal de San Francisco. Pero con el fin de perseguir sus sueños y carrera en la música, ambos decidieron que tendrían que salir de la escuela. El dúo entonces hicieron las maletas y se mudó a Los Ángeles, CA, donde comenzaron a trabajar en su música a tiempo completo, la creación de canciones como "Love Club" y "Baby Baby", el último, que pasó a ser presentado en la realidad del golpe serie Keeping Up with the Kardashians a principios de 2010. en 2007, lanzaron su segundo álbum, Technohop Vol. 2, y en 2008 lanzaron su tercer álbum The Grado 13.

### Aumentar a fama
En su nueva etapa, descubrieron Manteca, nativo de California, Dev, una cantante que ha publicado gran parte de su trabajo en MySpace. Dhar preguntó si le gustaría cantar para ellos, lo que llevó a la canción "2Nite." El Cataracs, junto con Dev, firmó con el sello Indie-Pop, que también cuenta con músicos como joven L. [5] Más tarde fueron firmados a un sello grande, Universal Records. A través de universal, que comenzó a producir música para artistas como Far East Movement y Glasses Malone. Como artistas, The Cataracs recibieron reconocimiento por medio del 2010 single "Love Club", que recibió el juego aéreo en los clubes y en muchas estaciones de radio diferentes. A pesar de estos logros, los Cataracs han tenido su éxito más corriente principal con la canción "Like a G6", que fue escrito por el cantante-Vine / Dhar y producido por Dhar, y también pasó a pico en el # 1 en las listas de Billboard. El coro de la canción se tomaron muestras de las canciones en la canción "Booty Bounce" por Dev, que también produjeron. Ellos se presentaron en dos de las canciones de Shwayze en su mixtape 2010 Amor Stoned. El dúo también produjo canciones para discos como nuevo álbum de The Pack, Wolfpack Parte. A principios de diciembre de 2010, una colaboración con Snoop Dogg, la inspiración detrás del nombre del grupo, se había filtrado y se rumorea para convertirse en el segundo sencillo de Snoop Dogg para su próximo álbum Doggumentary. Producido "Kick nosotros Out" para trío de pop Hyper Crush. El 17 de julio de 2011 Campa lanzó un álbum gratis en su página web, campaiscold.com titulado ¿Me Hate Si Tomé un sorbo? junto con 3 videos musicales para ir junto con it.In un intento de reforzar su base de fanes, y hacer que la gente más familiarizados con lo que son, lanzaron Gordo Taqueria. Esto servirá como un EP de 2012 que condujo a su gran debut en el futuro cercano. A diferencia de gran parte de sus trabajos anteriores, este álbum excluye muestras o apariencias de labelmate Dev.

### La salida de David
El 23 de agosto de 2012 Niles informó en la página de Facebook Cataracs que David había dejado el grupo. La nota continúa diciendo que "El Cataracs, a partir de 2 semanas, se han tomado una nueva forma. David nos informó de un decisión bastante grande: la decisión de seguir a su corazón y poner música abajo ". Niles pasarán a producir exclusivamente, manteniendo el nombre de The Cataracs. El primer espectáculo sin David tuvo lugar el 25 de agosto en la Universidad de Cornell.
A finales de 2012, Niles (continuando con el nombre The Cataracs pesar de la salida de David) dio a conocer canciones producidas por él mismo y colaborando con artistas como Martin Solveig, Trevor Simpson y Borgeous. Niles ha sido recientemente centra en un nuevo embarque de ser un artista EDM, sin dejar de vez en cuando haciendo voces en canciones como "Osa Mayor", con Luciana, "Ready For The Weekend", con Icona Pop, y "Alcohol (Remix)", con Sky Blu de LMFAO.
A principios de 2013, El Cataracs lanzado dos videos musicales en Vevo. El video de "Alcohol (Remix)", con Sky Blu ganó mucha atención y más de 2,5 millones de visitas, lo que es aún más que el éxito comercial single "All You", lanzado a principios de 2012. Asimismo, el video de "Perdidas U 2", con Petros fue puesto en libertad a los pocos meses. Fue el primer video de The Cataracs para no tener voces por Niles. Ambas dirigidas por Anthony Fox. En mayo de 2013, Martin Solveig lanzó "Hey Now" con The Cataracs ofrecen Kyle. La canción ganó mucha atención, ocupando tan alto como el número 10 en la tabla de iTunes Dance Music. En junio de 2013, El Cataracs anunció que se iba a producir el segundo sencillo de plomo del álbum debut de Selena Gomez, "Stars Dance". La canción titulada "Slow Down" trazó en los EE. UU., Francia, Canadá, entre otros, y se abrió camino hasta el top 20 en el iTunes Top 100 chart. En una entrevista de radio, Gómez expresó lo mucho que admiraba El Cataracs y estaba tan contento de trabajar con él. La canción "Undercover" en el álbum "Stars Dance" también fue escrita y producida por The Cataracs. Gómez afirmó que era su canción favorita del álbum. En septiembre de 2013 Niles de Los Cataracs reveló a través de Facebook que él había grabado muchos discos nuevos. Algunos de los cuales se remezclado registros con características invitados de Gordo Taqueria. También reveló que ha pasado mucho tiempo con David Singer-Vine, e incluso alude a una reunión, posiblemente, entre los dos en el futuro.
El 3 de junio de 2014, The Cataracs junto con el trío Brass Knuckles electrónica liberados nueva canción llamada "crack" que ya se está apoderando de festivales y clubes de todo el mundo con que está perforando la línea de sintetizador.

## KSHMR
Artículo completo: KSHMR
En 2014, Niles "Cyranizzy" Hollowell-Dhar comenzó a hacer música Electro House bajo el alias de KSHMR, el cual utiliza como un nuevo apodo. Bajo este nombre, se ha hecho conocer en Beatport. Colaboraciones KSHMR notablemente incluyen Firebeatz, R3hab, DallasK y Tiësto.
KSHMR lanzó su sencillo "Megalodon" el 24 de febrero de 2014 en el Spinnin 'Records. KSHMR colaboró con R3hab para el sencillo "Karate". Otro de sus lanzamientos notables es "Secrets" en colaboración con Tiësto y Vassy.
La mayor parte de las canciones de KSHMR son liberadas bajo Spinnin' Records. KSHMR comenzó a recaudar atención desde su sencillo "Burn", colaboración con DallasK, debutó en el Top 40 de Beatport y luego llegó al puesto número 1. La canción se ha lanzado a través de 3 etiquetas: Revealed Recordings, Spinnin' Records, y Ultra Records.
Niles finalmente se reveló en Ultra Music Festival 2015 y fue introducido por el propio Tiësto,al mismo tiempo que sonaba su colaboración "Secrets", en colaboración de Vassy, la cual logró estar en el puesto número 1 de Beatport.
Lanzamientos como KSHMR:
2014
- KSHMR - Megalodon [Spinnin' Records]
- KSHMR - Baila! [Descarga libre]
- KSHMR - Omnislash [Descarga libre]
- Firebeatz & KSHMR feat. Luciana - No Heroes [Spinnin' Records]
- KSHMR - Dogs feat. Luciana [Descarga Libre]
- KSHMR & DallasK - Burn [Revelead Recordings]
- KSHMR - Leviathan [Descarga libre]
- KSHMR & DallasK feat. Luciana - Let Your Mind Go (Burn) [Spinnin' Records / Revelead Recordings]
- R3hab & KSHMR - Karate [Spinnin' Records]
- KSHMR - Kashmir [Descarga libre]
- KSHMR - Power [No revelada]

2015
- KSHMR - Dead Man Hands [Spinnin' Records]
- KSHMR & Dillon Francis & Becky G - Clouds [Descarga libre]
- Tiësto & KSHMR feat. Vassy - Secrets [Musical Freedom]
- KSHMR ft.Basskillers & B3nte - The Spook [Descarga libre]
- Carnage, Timmy Trumpet & KSHMR - Toca [Ultra Records]
- KSHMR - JAMMU [Spinnin' Records]
- KSHMR & Vaski - Lazer Love (ft. Francisca Hall) [Descarga libre vía Spinnin' Records]
- KSHMR, Dzeko & Torres - Imagínate [Descarga libre vía Spinnin' Records]

## Discografía

### Álbumes de estudio
| Título                   | Detalles de álbum                                                              |
| ------------------------ | ------------------------------------------------------------------------------ |
| Technohop Vol. 1         | - Liberó: 7 de julio de 2006 - Etiqueta: Cyrano - Formato: Descarga Digital    |
| Technohop Vol. 2         | - Liberó: 7 de julio de 2007 - Etiqueta: Cyrano - Formato: Descarga Digital    |
| The 13th Grade           | - Liberó: 1 de enero de 2008 - Etiqueta: Pop Indie - Formato: Descarga Digital |
| Songs We Sung In Showers | - Liberó: 1 de enero de 2009 - Etiqueta: Pop Indie - Formato: Descarga Digital |

### Extended Plays
| Título         | Detalles de álbum                                                                                          |
| -------------- | --- |
| Lingerie       | - Lanzamiento: 8 de agosto de 2008 - Discográfica: Autolanzamiento - Formatos: Descarga Digital            |
| Gordo Taqueria | - Lanzamiento: 17 de julio de 2012 - Discográfica: Universal Republic Records - Formatos: Descarga Digital |
| Loud Xmas      | - Release: 26 de diciembre de 2012 - Label: Universal Republic Records - Formatos: Descarga Digital        |
| Loud Science   | - Release: 8 de enero de 2013 - Label: Universal Republic Records - Formatos: Descarga Digital             |

## Sencillos

### Como artista Principal
| Título                                                                      | Año  | Posiciones en Listas | Posiciones en Listas | Posiciones en Listas | Posiciones en Listas | Posiciones en Listas | Posiciones en Listas | Posiciones en Listas | Posiciones en Listas | Posiciones en Listas | Álbum          |
| Título                                                                      | Año  | FRA                  | AUS                  | AUT                  | BEL (FL)             | BEL (WA)             | GER                  | NLD                  | SWI                  | CAN                  | Álbum          |
| --------------------------------------------------------------------------- | ---- | -------------------- | -------------------- | -------------------- | -------------------- | -------------------- | -------------------- | -------------------- | -------------------- | -------------------- | -------------- |
| "Club Love"                                                                 | 2009 | —                    | —                    | —                    | —                    | —                    | —                    | —                    | —                    | —                    | Sin álbum      |
| "Top of the World" (con Dev)                                                | 2011 | 66                   | —                    | —                    | —                    | 27                   | —                    | —                    | —                    | 61                   | Sin álbum      |
| "Sunrise" (con Dev)                                                         | 2011 | —                    | —                    | —                    | —                    | —                    | —                    | —                    | —                    | —                    | Sin álbum      |
| "All You" (con Waka Flocka Flame & Kaskade)                                 | 2012 | —                    | —                    | —                    | 54                   | —                    | —                    | —                    | —                    | —                    | Gordo Taqueria |
| "Alcohol"                                                                   | 2012 | —                    | —                    | —                    | —                    | 44                   | —                    | —                    | —                    | —                    | Gordo Taqueria |
| "Missed U 2" (con Petros)                                                   | 2013 | —                    | —                    | —                    | —                    | —                    | —                    | —                    | —                    | —                    | Sin álbum      |
| "Big Dipper" (con Luciana)                                                  | 2013 | —                    | —                    | —                    | —                    | —                    | —                    | —                    | —                    | —                    | Sin álbum      |
| "Hey Now" (con Martin Solveig & Kyle)                                       | 2013 | 55                   | 71                   | 8                    | 31                   | 43                   | 10                   | 7                    | 40                   | —                    | Sin álbum      |
| "Dagger" (con Trevor Simpson)                                               | 2013 | —                    | —                    | —                    | —                    | —                    | —                    | —                    | —                    | —                    | Sin álbum      |
| "Make Ya Body Whistle" (con Dev)                                            | 2025 | —                    | —                    | —                    | —                    | —                    | —                    | —                    | —                    | —                    | Sin álbum      |
| "—" denota que el sencillo no se lanzó o no se posicionó en ese territorio. |      |                      |                      |                      |                      |                      |                      |                      |                      |                      |                |

### Como artista Invitado
| Título                                                                      | Año  | Posiciones en Listas | Posiciones en Listas | Posiciones en Listas | Posiciones en Listas | Posiciones en Listas | Posiciones en Listas | Posiciones en Listas | Posiciones en Listas | Posiciones en Listas | Posiciones en Listas | Certificaciones                                                        | Álbum                     |
| Título                                                                      | Año  | US                   | AUS                  | AUT                  | CAN                  | IRL                  | NL                   | NZ                   | SWE                  | SWI                  | UK                   | Certificaciones                                                        | Álbum                     |
| --------------------------------------------------------------------------- | ---- | -------------------- | -------------------- | -------------------- | -------------------- | -------------------- | -------------------- | -------------------- | -------------------- | -------------------- | -------------------- | ---------------------------------------------------------------------- | ------------------------- |
| "I Get Doe" (Glasses Malone con The Cataracs)                               | 2010 | —                    | —                    | —                    | —                    | —                    | —                    | —                    | —                    | —                    | —                    |                                                                        | Beach Cruiser             |
| "Like a G6" (Far East Movement con The Cataracs & Dev)                      | 2010 | 1                    | 2                    | 8                    | 3                    | 12                   | 3                    | 1                    | 7                    | 10                   | 5                    | - US: 4× Platino - AUS: 3× Platino - NZ: Platino - SWE: Oro - SWI: Oro | Free Wired                |
| "Bass Down Low" (Dev con The Cataracs)                                      | 2010 | 61                   | 66                   | —                    | 35                   | 28                   | 92                   | —                    | —                    | —                    | 10                   |                                                                        | The Night the Sun Came Up |
| "Backseat" (New Boyz con The Cataracs & Dev)                                | 2011 | 26                   | 89                   | —                    | 52                   | —                    | —                    | 28                   | —                    | —                    | 55                   |                                                                        | Too Cool to Care          |
| "Love Letter" (Shwayze con The Cataracs & Dev)                              | 2011 | —                    | —                    | —                    | —                    | —                    | —                    | —                    | —                    | —                    | —                    |                                                                        | Love Stoned               |
| "—" denota que el sencillo no se lanzó o no se posicionó en ese territorio. |      |                      |                      |                      |                      |                      |                      |                      |                      |                      |                      |                                                                        |                           |

## Otras Apariciones
| Título         | Año  | Otros artista(s)     | Álbum                                      |
| -------------- | ---- | -------------------- | ------------------------------------------ |
| "Fall in Love" | 2009 | Ya Boy               | Sin álbum                                  |
| "Cali Luv"     | 2013 | Snow Tha Product     | Good Nights & Bad Mornings 2: The Hangover |
| "Thank You"    | 2013 | Master Shortie, Leaf | Studying Abroad                            |

## Videos Musicales

### Como artista Principal
| Title                                       | Year | Director(s)     |
| ------------------------------------------- | ---- | --------------- |
| "Murder She Wrote"                          | 2007 | Colin Tilley    |
| "Hit Me Back"                               | 2008 | Colin Tilley    |
| "Freakin' Ta Ma Song"                       | 2008 | Colin Tilley    |
| "Julia"                                     | 2008 | Colin Tilley    |
| "Baby Baby (The Lovers Anthem)"             | 2009 | TAJ             |
| "Club Love"                                 | 2009 | Colin Tilley    |
| "Top of the World" (con Dev)                | 2011 | Ethan Lader     |
| "Sunrise" (con Dev)                         | 2011 | Anthony Fox     |
| "All You" (con Waka Flocka Flame & Kaskade) | 2012 | Mickey Finnegan |
| "Alcohol" (con Sky Blu)                     | 2013 | Tyler Yee       |
| "Roll The Dice"                             | 2013 | Anthony Fox     |
| "Missed U 2" (con Petros)                   | 2013 | Anthony Fox     |
| "Big Dipper" (con Luciana)                  | 2013 | Colin Tilley    |

### Como artista Invitado
| Título                                                 | Año  | Director                            |
| ------------------------------------------------------ | ---- | ----------------------------------- |
| "I Get Doe" (Glasses Malone con The Cataracs)          | 2010 | Kimberly S. Stuckwisch / Yon Thomas |
| "Like a G6" (Far East Movement con The Cataracs & Dev) | 2010 | Matt Alonzo                         |
| "Backseat" (New Boyz con The Cataracs & Dev)           | 2011 | Ethan Lader                         |
| "Bass Down Low"" (Dev con The Cataracs)                | 2011 | Jake Davis                          |
| "Love Letter" (Shwayze con The Cataracs & Dev)         | 2011 | Mikey Easterling                    |
| "Thank You" (Master Shortie con The Cataracs & Leaf)   | 2013 | Jess Dee                            |